# D. J. Caruso
Daniel John "D.J." Caruso (n. 17 ianuarie 1965) este un regizor și un producător american. Caruso a regizat filmele Disturbia, Viața ca un pariu (2005), Taking Lives, The Salton Sea (cu Val Kilmer), Eagle Eye și Numărul Patru .

## Filmografie selectivă
- 2005 Viața ca un pariu (Two for the Money)